# Dan River
Der Dan River ist ein Fluss im Südosten der Vereinigten Staaten. Er fließt in den Bundesstaaten Virginia und North Carolina und ist der wichtigste Nebenfluss des Roanoke Rivers. Daher trug er auch den Namen South Branch Roanoke River.
Der Fluss entspringt in den östlichen Appalachen im Patrick County, Virginia nahe dem Blue Ridge Parkway. Am Oberlauf hat der Dan River den Charakter eines Gebirgsflusses. Er fließt zuerst nach Süden und durchbricht in der Dan River Gorge den Ostteil der Blue Ridge Mountains. Hier wird der Fluss zu zwei kleinen Stauseen gestaut. Das Talbott Reservoir und das kleinere Townes Reservoir liefern Wasser für das 1938 in Betrieb genommene Wasserkraftwerk von Pinnacles.
Nachdem er die Ausläufer der Appalachen verlassen hat quert der Dan River die Grenze nach North Carolina und erreicht das Piedmont-Plateau. Der Dan River fließt zuerst nach Südosten am Hanging Rock State Park und an der Ortschaft Danbury vorbei. Nahe dem Belews Lake ändert er die Flussrichtung nach Nordosten und fließt vorbei an den Kleinstädten Madison und Eden zurück nach Virginia. In Virginia erreicht der Dan River die Mittelstadt Danville, mit über 40.000 Einwohnern die größte Ortschaft am Fluss. Am Flussufer in Danville gab es von 1882 bis 2008 eine Textilfabrik des nach dem Fluss benannten Unternehmens Dan River Inc.
Nach einer kurzen Schleife zurück nach North Carolina – insgesamt quert der Dan River die Staatsgrenze acht Mal – fließt der Fluss weiter nach Osten. Vor 1952 mündete er bei der Stadt Clarksville in den Roanoke River, seit dem Bau eines Staudammes endet der Dan River unterhalb der Stadt South Boston im Westarm des John H. Kerr Reservoirs.
Der Dan River hat ein Einzugsgebiet von rund 8550 Quadratkilometern und ist etwa 340 km lang. Seine wichtigsten Nebenflüsse sind Mayo River, Smith River, Sandy River, Banister River sowie der Hyco River.